# Ounce

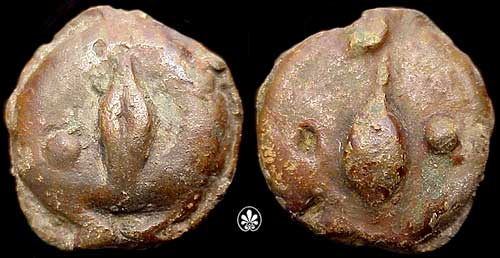
Ounce

Ounce (viết tắt: oz, từ tiếng Italia cổ onza, hiện nay được viết là oncia; ký hiệu bào chế thuốc: ℥, phiên âm tiếng Việt aoxơ, đôi khi cũng gọi là lượng tây) là một đơn vị đo khối lượng trong một số hệ đo lường khác nhau, bao gồm các hệ thống khác nhau đo khối lượng tạo thành một phần của hệ đo lường Anh và hệ đo lường tập quán Mỹ. Giá trị của nó thay đổi tùy theo hệ thống. Các dạng ounce được sử dụng phổ biến nhất hiện nay là Ounce avoirdupois quốc tế và Ounce troy quốc tế.

## Định nghĩa
Trong lịch sử, tại các nơi khác nhau trên thế giới, ở các khoảng thời gian khác nhau, và cho các ứng dụng khác nhau, ounce, once, ons, unze (và các kiểu viết khác nhau trong một số ngôn ngữ) được nói đến là tương tự nhau theo nghĩa rộng nhưng có các tiêu chuẩn khác nhau về khối lượng (hay trọng lượng, trước khi có sự phân biệt giữa khối lượng và trọng lượng). Ounce cũng thường được dùng để đo lực, được so sánh với pound lực hay lbf. Một vài kiểu ounce khác này được miêu tả dưới đây.
| biến thể ounce                                                                                                  | khối lượng theo gam | khối lượng theo grain |
| --- | ------------------- | --------------------- |
| Ounce đế quốc La Mã                                                                                             | 27,264              |                       |
| Once Pháp trước 1794                                                                                            | 30,594              |                       |
| Ounce avoirdupois (cân đo thông thường) quốc tế                                                                 | 28,3495231          | 437,5                 |
| Ounce troy (kim loại quý) quốc tế                                                                               | 31,1034768          | 480                   |
| Ounce bào chế thuốc                                                                                             | 31,1034768          | 480                   |
| Ounce Maria Theresa                                                                                             | 28,0668             | 433,137               |
| Ons hệ mét Hà Lan                                                                                               | 100                 | 1.543,236             |
| Ghi chú: Các giá trị của grain cho ounce Maria Theresa, Hà Lan được làm tròn tới phần nghìn gần nhất của grain. |                     |                       |

### Ounce avoirdupois quốc tế
Ounce avoirdupois là dạng ounce được sử dụng phổ biến nhất hiện nay, được viết tắt là oz. Nó được định nghĩa như là một phần mười sáu của pound avoirdupois và như thế nó tương đương với khoảng 437,5 grain.
Năm 1958, Hoa Kỳ và các quốc gia của Khối Thịnh vượng chung Anh đã đồng ý định nghĩa pound avoirdupois quốc tế bằng chính xác 0,45359237 kilôgam. Kết quả là, kể từ năm 1958, một ounce avoirdupois quốc tế bằng chính xác 28,349523125 gam theo định nghĩa.
Ounce là đơn vị đo khối lượng sử dụng phổ biến nhất tại Hoa Kỳ. Trong khi các đơn vị đo của hệ đo lường Anh đã bị chính thức bãi bỏ tại Vương quốc Anh thì ounce vẫn còn là đơn vị thân thuộc, đặc biệt đối với những người già.

### Ounce troy quốc tế
Ounce troy (viết tắt là: ozt) tương đương với 480 grain. Kết quả là, một ounce troy quốc tế là tương đương với chính xác 31,1034768 gam hay là 1,09714 ounce avoirdupois. Theo quy ước có 12 ounce troy trong mỗi pound troy (hiện nay không còn được dùng nữa).
Ngày nay, ounce troy chỉ được dùng trong đo lường khối lượng của các kim loại quý như vàng, bạch kim hay bạc, đôi khi còn được gọi là lượng tây, khác với lượng ta (lạng) hay lượng (kim hoàn).
Về đo lường của vàng:
- Một ounce nguyên chất là một ounce troy chứa vàng 99,5% ("0,995") tinh khiết
- Một ounce tiêu chuẩn là một ounce troy chứa vàng 22 kara (vàng có độ tinh khiết 91,66% hay 11 "ounce nguyên chất" cộng 1 ounce các chất tạo hợp kim)

### Ounce bào chế thuốc
Ounce bào chế thuốc đã lỗi thời (viết tắt ℥ hay U+2125) tương đương với ounce troy, trước đây được các nhà bào chế thuốc sử dụng.

### Ounce Maria Theresa
"Ounce Maria Theresa" là dạng ounce được giới thiệu tại Ethiopia và một số quốc gia châu Âu, nó tương đương với khối lượng của một thaler Maria Theresa hay 28,0668 g. Cả khối lượng và giá trị là định nghĩa của một "Birr", vẫn còn được sử dụng tại Ethiopia ngày nay và trước đây tại Eritrea.

### Ounce hệ mét
Một số quốc gia đã định nghĩa lại ounce của mình để phù hợp với hệ mét.
Người Hà Lan đã định nghĩa lại ounce (tiếng Hà Lan: ons) của mình bằng 100 gam. Các giá trị hệ mét Hà Lan, chẳng hạn như 1 ons = 100 gam, được thừa hưởng, chấp nhận và giảng dạy tại Indonesia kể từ trường tiểu học. Nó cũng được ghi chính thức trong từ điển quốc gia Indonesia (Kamus Besar Bahasa Indonesia) và trong sách vở chính thức cho tiểu học.